# 帕廖利
帕廖利（Parioli，義大利語發音：[paˈrjɔːli] ) 是意大利罗马的第二新城分区（quartieri），由首字母Q. II标识。

## 名胜

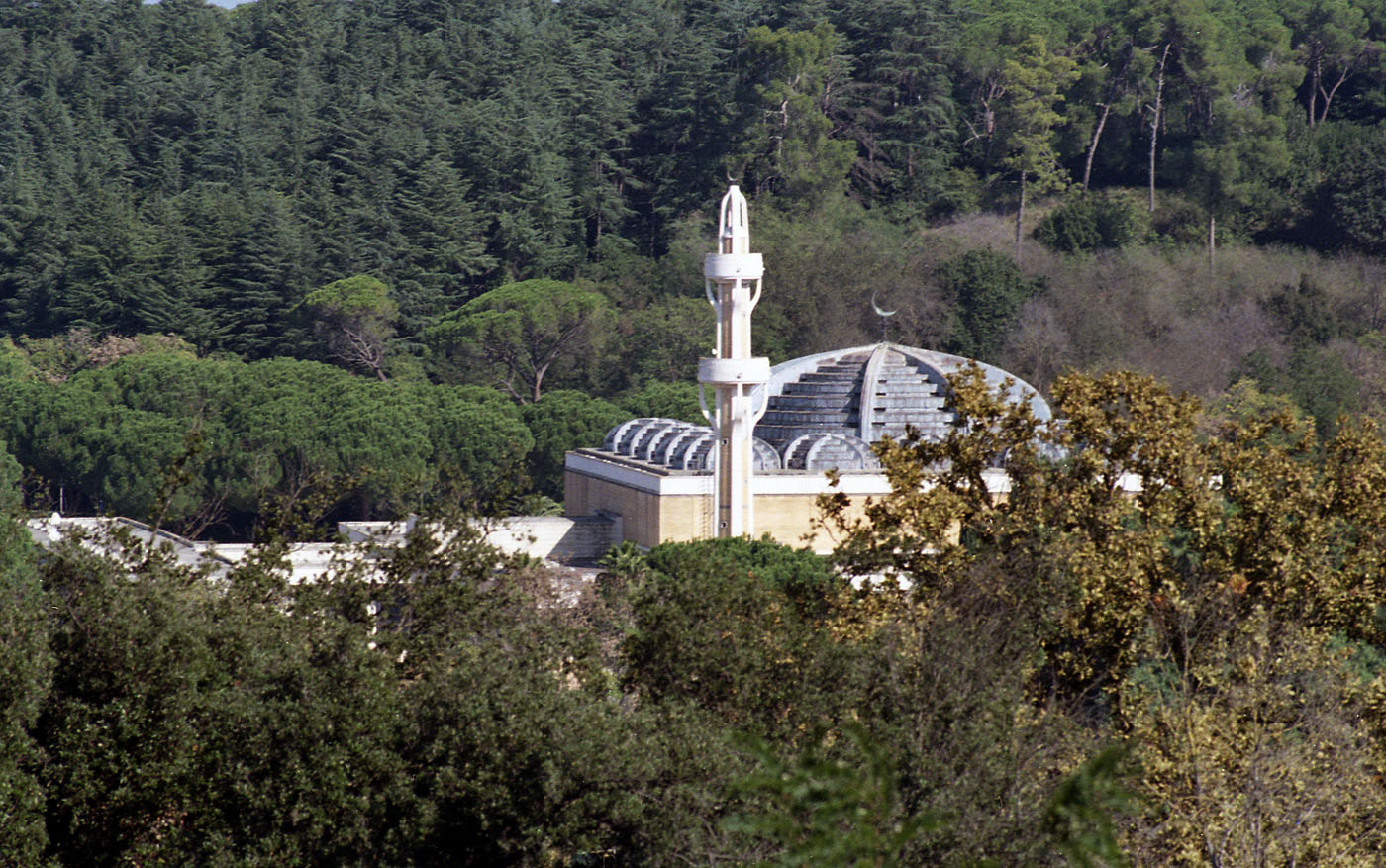
罗马清真寺

- 音乐公园礼堂
- 圣罗伯·白敏堂
- 罗马清真寺

- 阿达别墅